# Nola niphostena
Nola niphostena är en fjärilsart som beskrevs av Oswald Beltram Lower 1896. Nola niphostena ingår i släktet Nola och familjen trågspinnare. Inga underarter finns listade i Catalogue of Life.